# František Prokop Šimek
Jméno a příjmení František Šimek má více nositelů
František Prokop Šimek (9. února 1882 Březová – 3. června 1942 Kounicovy koleje) byl moravský pravoslavný farář a odbojář z období druhé světové války popravený nacisty.

## Život

### Před druhou světovou válkou
František Prokop Šimek se narodil 9. února 1882 v Březové na uherskohradišťsku v početné rodině zemědělce a hostinského Josefa Šimka a Anny rozené Kmentové. Vystudoval české gymnázium v Uherském Hradišti, kde v roce 1900 maturoval. Vystudoval osm semestrů práv, pak se ale rozhodl přestoupit na bohosloveckou fakultu olomoucké univerzity a v roce 1909 byl vysvěcen na římskokatolického kněze. Do roku 1919 vystřídal několik církevních zaměstnání na Moravě, v roce 1920 pak působil jako státní úředník v Humenném. V témže roce přestoupil k Církvi československé husitské a sloužil jako zatímní duchovní a farář v Přerově. V roce 1926 po rozkolu v přerovské náboženské obci přestoupil na Pravoslaví a stal se tajemníkem biskupa Gorazda. V roce 1932 odešel na vlastní žádost do výslužby. V roce 1920 se oženil s učitelkou Annou Kolomazníkovou, kterou poznal v Humenném. Jediná dcera se manželům v roce 1922 narodila mrtvá.

### Druhá světová válka
Po německé okupaci v březnu 1939 se společně s manželkou Annou zapojil František Prokop Šimek do protinacistického odboje v řadách přerovské organizace Petiční výbor Věrni zůstaneme. Oba zejména organizovali sbírky na pomoc rodinám zatčených a popravených odbojářů. Po zradě parašutisty Ferdinanda Čihánka došlo postupně k rozkrytí celé odbojové sítě a dne 31. května 1942 byl František Prokop Šimek zatčen gestapem. Zatčena byla i Anna Šimková. Oba byli dne 3. června téhož roku na brněnských Kounicových kolejích popraveni. Jeho tělo bylo zpopelněno o den později v brněnském krematoriu. František Prokop Šimek se stal prvním popraveným duchovním pravoslavné církve na území Protektorátu Čechy a Morava.